# 박세림 (서예가)
박세림(朴世霖, 1924년 ~ 1975년)은 대한민국의 서예가이다. 호는 동정(東庭)이며, 경기도(현재의 인천광역시) 강화군 출신이다.
동양한의대(東洋韓醫大)를 중퇴하였다. 8세 때부터 조부를 따라 서예공부를 시작, 1958년 이래 국전에 출품하여 문교부장관상을 받고(제9회 국전) 심사위원과 문교부 신인예술상 심사위원을 역임했다. 3년간 예총(藝總) 경기도지부장을 지내면서 인천여자고등학교에서 서예를 지도했다. 육조체(六朝體)를 정교하게 쓰는 것으로 알려져 있다.
작품으로 〈왕언절대련(王言絶對聯)〉, 〈성교서절록(聖敎序節錄)〉, 〈해서병풍(楷書屛風)〉이 있다.

## 같이 보기
- 용동큰우물